# 김진영 (2000년)
김진영(한국 한자: 金眞詠, 2000년 10월 20일 ~ )은 대한민국의 축구 선수이며, 포지션은 미드필더이다.